# Австрийский проводник
Австри́йский проводни́к (англ. Lineman’s Loop — «петля связиста») — узел, применяемый в альпинизме для организации точек крепления на базовой альпинистской верёвке для самостраховки и для крепления в связке среднего участника, за что получил название «проводник». Первым, опубликовавшим описание узла был Дж. М. Дрю (J. M. Drew), который назвал узел Lineman’s Loop («петля связиста»). Узел — надёжен. Завязывают на середине верёвки. При рывке с одной из сторон не скользит по верёвке.
Отличие спелеотуристического амортизирующего узла «бабочка» от альпинистского крепёжного узла «австрийский проводник» — в иных завязывании, строении, предназначении.

## Способ завязывания

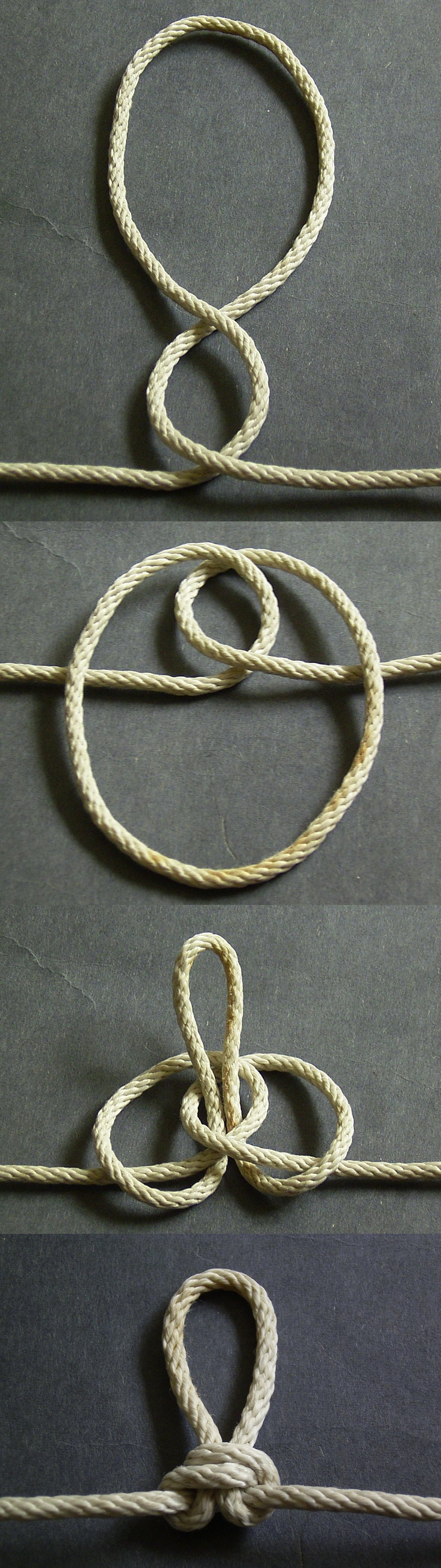
основной способ завязывания узла «петля связиста» пошагово

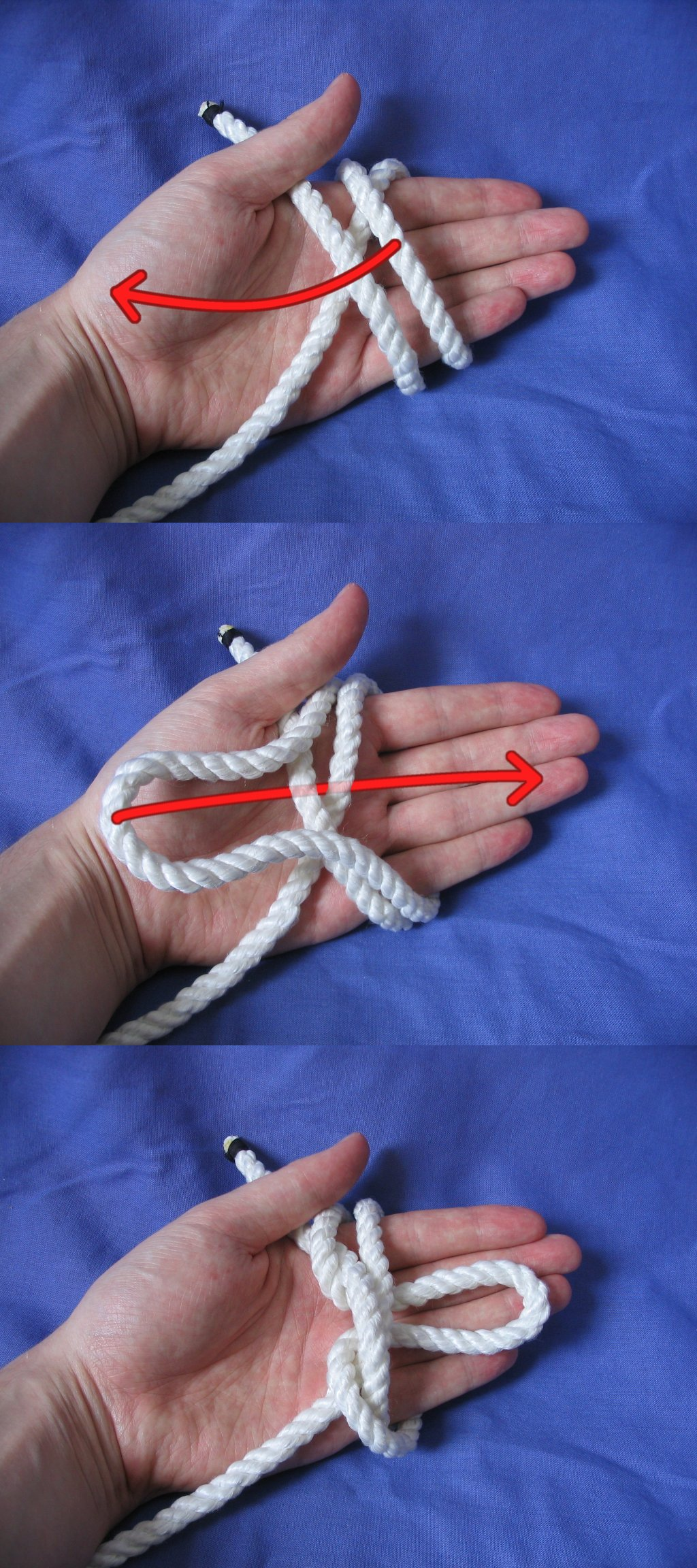
позднее улучшенный способ завязывания узла «австрийский проводник» пошагово

Существуют несколько способов завязывания узла «австрийский проводник»:
- Основной способ — узел Lineman’s Loop («петля связиста») завязывают без опоры
- Узел завязывают альпинистской верёвкой на руке — поздний вариант завязывания, предложенный Шамовым[20] — на руку накладывают 2 шлага верёвки; третий шлаг накладывают посередине между двумя; крайним шлагом оборачивают шлаги, образуя петлю

- Дальнейшее развитие — похожий способ — последовательно накладывают 3 шлага на руку; снизу вытягивают средний шлаг и оборачивают вокруг шлагов, образуя петлю

Ошибки при завязывании
- Завязывая «петлю связиста» («австрийский проводник») основным способом без опоры есть вероятность легко ошибиться. Если, образовав петлю на середине верёвки, сделать одну колы́шку сначала в одну сторону, а другую колышку — в противоположную сторону, узел получится неправильным
- Не следует путать с узлом «бабочка»[21], имеющим амортизирующие свойства и внешне похожий рисунок[22]

## Признаки
Плюсы
- Узел — надёжен[16]
- Незначительное уменьшение прочности верёвки[23][24]
- Работает в любом направлении[25]
- Легко развязывать после приложенной нагрузки[26][27]
- Контрольный узел не нужен (так как завязывают на середине верёвки)
- Создан для завязывания исключительно на середине верёвки[28]
- Узел позволяет исключить из-под нагрузки повреждённый участок верёвки в аварийной ситуации[29]

Минусы
- Невозможно быстро завязать узел одной рукой в аварийной ситуации
- Трудно завязывать узел, когда руки в рукавицах (актуально для альпинизма)
- Трудно изменять размер петли узла
- Сравнительная сложность завязывания узла
- Вероятность ошибиться при завязывании узла
- Трудно отличить правильно завязанный узел от неправильного
- Несколько способов завязывания

## Применение
В быту
- Создание серии узлов для подвеса телефонного кабеля, изначально

В рыболовстве
- Создание петли на середине лески для крепления поводков

В альпинизме
- Для крепления для самостраховки среднего участника в связке на маршруте
- Как тормозящий узел в связке при передвижении по снегу
- Для привязывания верёвки к основным и промежуточным креплениям
- Для временного изолирования перебитой части верёвки в аварийной ситуации (концы связывают грейпвайном и завязывают австрийский проводник так, чтобы грейпвайн находился на вершине петли австрийского проводника[30])
- Для крепления на одной из точек станции — на конце верёвки завязывают восьмёрку на точку 1, на точку 2 завязывают австрийский проводник, завязанный на середине верёвки после восьмёрки